# Frankfort
Frankfort – miasto w Stanach Zjednoczonych, stolica stanu Kentucky oraz hrabstwa Franklin.
We Frankforcie znajduje się kilka dużych gorzelni whisky Kentucky Bourbon, włączając w to Buffalo Trace Distillery (dawniej Ancient Age).
W mieście rozwinął się przemysł spożywczy, meblarski, elektroniczny oraz maszynowy.

## Historia
Miasto prawdopodobnie otrzymało swoją nazwę od wydarzenia, które miało miejsce w 1780, kiedy Indianie zaatakowali grupę pionierów z Bryan Station, którzy wyrabiali sól na przeprawie przez rzekę Kentucky. Jeden z pionierów, Stephen Frank, został zabity, a przejście stało się znane jako Frank's Ford. Nazwa ta została później skrócona do „Frankfort”.
W 1786 James Wilkinson zakupił 260 akrów (1,1 km²) ziemi na północnym brzegu rzeki Kentucky, który jest obecnie w centrum Frankfortu. Był wczesnym promotorem Frankfortu na stolicę stanu.
Gdy Kentucky zostało stanem,  20 czerwca 1792 powołano pięciu komisarzy, aby wybrali lokalizację na siedzibę jego władz (i tym samym stolicę stanu). Byli to John Allen i John Edwards (z hrabstwa Bourbon), Henry Lee (z hrabstwa Mason), Thomas Kennedy (z hrabstwa Madison) i Robert Todd (z hrabstwa Fayette).

## Szkolnictwo

### Uczelnie
- Uniwersytet Stanu Kentucky (Kentucky State University)

## Miasta partnerskie
- San Pedro de Macorís (Dominikana)